# Zachariassee
Koordinaten: 51° 42′ 51″ N, 8° 23′ 25″ O

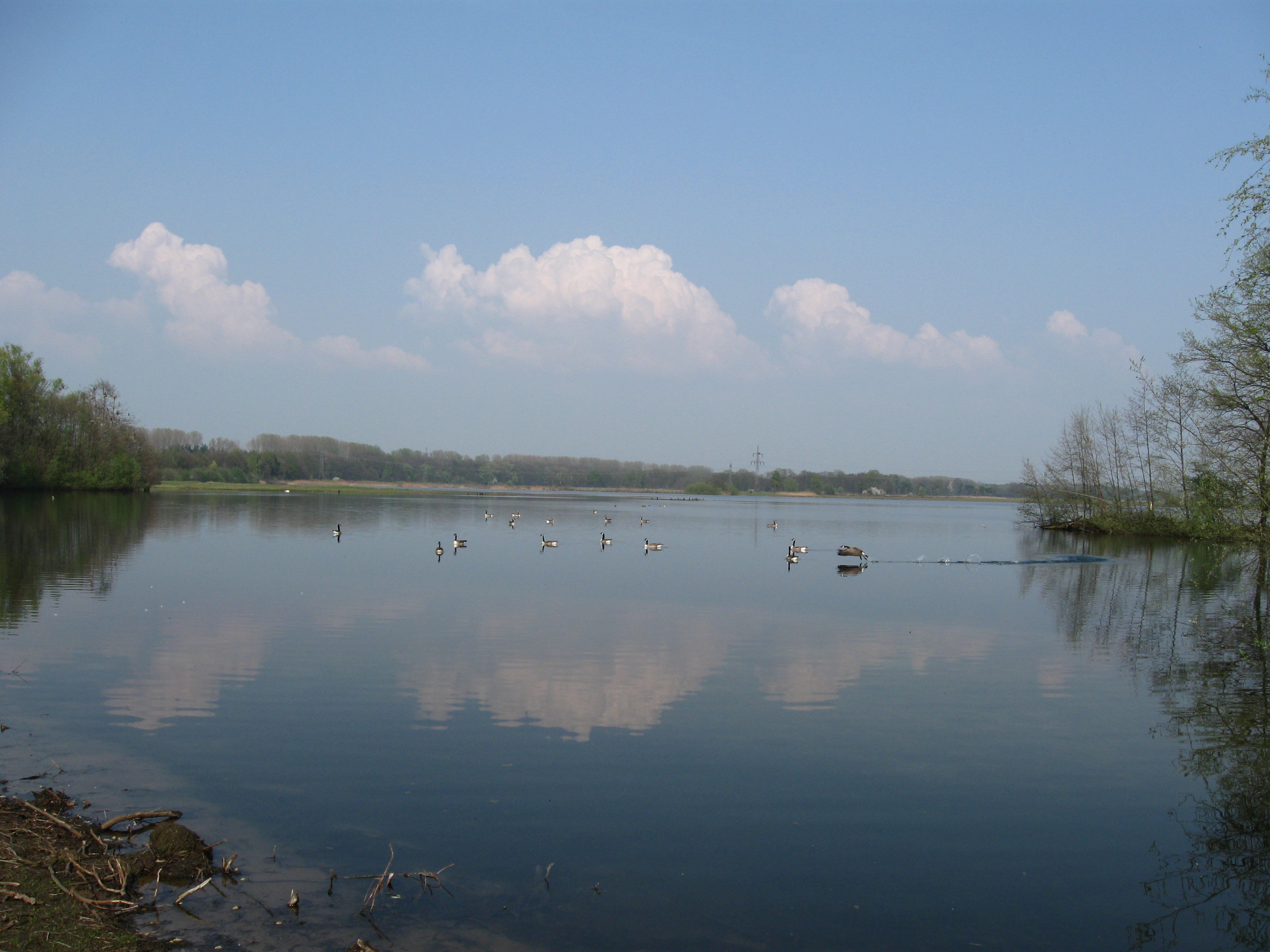
Naturschutzgebiet Zachariassee (April 2009)

Das Naturschutzgebiet Zachariassee liegt auf dem Gebiet der Stadt Lippstadt im Kreis Soest in Nordrhein-Westfalen. Das Gebiet erstreckt sich nordöstlich der Kernstadt Lippstadt östlich von Lipperbruch direkt an der westlich verlaufenden Landesstraße L 782. Westlich verläuft die B 55.

## Beschreibung
Der Zachariassee ist etwa 25 ha groß und entstand als Sandabgrabung. Am Ufer befinden sich Röhrichte, Seggenbestände, Weidengebüsche und Ufergehölze. Der See ist ein wertvoller Wasser- und Watvogelrastplatz.

## Bedeutung
Für Lippstadt ist seit 1982 ein 149,65 ha großes Gebiet unter der Schlüsselnummer SO-013 als Naturschutzgebiet ausgewiesen. Für das Naturschutzgebiet wurde ein Biotopmanagementplan erstellt.